# مارک هانبری بوفوی
مارک هانبری بوفوی (انگلیسی: Mark Hanbury Beaufoy; ۲۱ سپتامبر ۱۸۵۴ – ۱۰ نوامبر ۱۹۲۲) بازیکن فوتبال، و سیاستمدار اهل پادشاهی متحد بریتانیای کبیر و ایرلند بود.